# Mary Mapes Dodge
Pour les articles homonymes, voir Dodge (homonymie).
Œuvres principales
- Les Patins d'argent (1865)

Mary Mapes Dodge (26 janvier 1831 – 21 août 1905) est une autrice américaine de littérature pour la jeunesse et une éditrice, principalement connue pour son best-seller Les Patins d'argent (Hans Brinker or the Silver Skates) écrit en 1865 et devenu un classique.

## Biographie
Mary est née  Elizabeth Mapes, à New York, de Sophia Furman et du professeur James Jay Mapes, chimiste et inventeur. Elle acquiert une bonne éducation avec des précepteurs. En 1851, à vingt ans, elle épouse l'avocat William Dodge. Durant les quatre années suivantes, elle donnera naissance à deux fils : James et Harrington. En 1857, William se trouve confronté à de sérieuses difficultés financières et quitte sa famille en 1858. Un mois après sa disparition, son corps est retrouvé apparemment noyé, et Mary Mapes Dodge devient veuve.
En 1859, elle commence à écrire et à éditer, travaillant avec son père pour publier deux magazines : le Working Farmer et le United States Journal. Pendant quelques années, elle a un grand succès en publiant des recueils de nouvelles, The Irvington Stories (1864), et un roman lui est réclamé. Mary Mapes Dodge écrit alors Hans Brinker. Le roman relate l'histoire du jeune Hans et de sa sœur Gretel, qui veulent tous les deux atteindre un but différent : le premier, guérir son père ; la seconde, gagner les patins d'argent à un concours. Le livre est un grand succès de librairie.
Plus tard, elle est éditrice associée du magazine Hearth and Home, édité par la romancière Harriet Beecher Stowe, l'auteure de La Case de l'oncle Tom. Elle a été responsable des rubriques Maison et Enfants de ce journal pendant des années.

### St. Nicholas Magazine
Mary Mapes Dodge devient éditrice pour son propre compte en créant un magazine pour enfants novateur, St. Nicholas Magazine, dont elle veut qu'il soit un refuge pour les écoliers « fatigués et éprouvés par les leçons de la journée ». Elle recrute pour son magazine des histoires d'auteurs connus tels que Mark Twain (l'auteur de Tom Sawyer), Louisa May Alcott (l'auteur de Les Quatre Filles du docteur March) et Robert Louis Stevenson (L'Île au trésor). Chose alors inédite, le magazine est "interactif" : Mary Mapes Dodge s'occupe des lettres envoyées par les enfants, répond à leurs questions dans la rubrique Conseils et publie leurs écrits et leurs dessins. Les lecteurs peuvent également faire partie de la Ligue St. Nicholas (St. Nicholas' League), laquelle parraine des concours et octroie aux gagnants des badges en or et argent très convoités. Dans un essai, Mary Mapes Dodge écrit :

« [Les enfants] veulent faire comme ils veulent avec leur propre magazine. Ils veulent pouvoir entrer dans le seul lieu où ils peuvent aller et venir à leur guise, où ils ne sont pas obligés de faire attention, ou de dire « Oui, M'dame » et « Oui, M'sieur » ; en résumé, un endroit où ils peuvent mener une vie toute nouvelle, une vie de liberté qui leur est propre, le temps d'un moment… , »

St. Nicholas devient l'un des magazines pour enfants les plus connus de la seconde moitié du XIXe siècle ; il paraîtra pendant 32 ans, avec un tirage de presque 70 000 exemplaires. Des auteurs tels que F. Scott Fitzgerald (futur auteur de Gatsby le Magnifique) ou E. B. White (qui écrira notamment Stuart Little) ont été membres du magazine dans leur jeunesse et ont reçu les encouragements de la Ligue. Après la mort de Mary Mapes Dodge en 1905, le magazine St. Nicholas a continué de paraître jusque dans les années 1940, « mais la magie avait disparu ».

## Œuvre

### Romans et Nouvelles
- Irvington Stories, 1864
- Les Patins d'argent, 1865
- A Few Friends and How They Amused Themselves, 1869
- Baby Days, 1876
- Donald and Dorothy, 1883
- Baby World, 1884
- The Land of Pluck, 1894

### Poésie
- Rhymes and Jingles, 1874
- Along the Way, 1879
- When Life Is Young, 1894

## Sources
Bibliographie
- (en) The Twentieth Century Biographical Dictionary of Notable Americans de John Howard Brown ; The Biographical Society, 1904. Google Books
- (en) American Authors 1600-1900 de Mary Elizabeth (Mapes) Dodge ; The H. W. Wilson Company, New York, 1938.
- (en) Mary Mapes Dodge de Susan R. Gannon et Ruth Anne Thompson ; Twayne Publishers, 1992.

Sites Internet
- (en) Lire en ligne quelques-uns des premiers numéros du magazine St. Nicholas Magazine
- (en) Biographie de Mary Mapes Dodge
- (en) When editors were gods